# Независимое военное обозрение
Незави́симое вое́нное обозре́ние (НВО) — еженедельное приложение к «Независимой газете», посвящённое военному строительству, деятельности специальных служб, военной теории, технике, технологиям в России и мире, а также военной истории. Первое приложение к «Независимой газете», учреждено Виталием Третьяковым.
Первый номер НВО вышел 11 февраля, второй — осенью 1995 года. В течение 1996 года газета выходила дважды в месяц, с января 1997 года — еженедельно (по пятницам).
Включает в себя тематические рубрики «События», «Войны и конфликты», «Армии», «Вооружения», «Концепции», «Спецслужбы», «История», «Геополитика», «Книги», «Заметки на погонах».
Регистрационный номер в МПТР РФ ПИ № 77-15157.

## Редакция и наиболее публикующиеся авторы
- Вадим Соловьёв — создатель и первый ответственный редактор «НВО» (1995—2010), полковник в отставке.
- Александр Шарковский — ответственный редактор НВО с июля 2018 года, ранее — заместитель ответственного редактора, обозреватель НВО .
- Владимир Щербаков  — заместитель ответственного редактора НВО с июля  2018 года, ранее — ответственный редактор НВО, выпускающий редактор, обозреватель НВО.
- Игорь Плугатарёв — обозреватель НВО в 2003—2008 годах и с 2011 года, полковник запаса.
- Владимир Иванов — обозреватель НВО с 2003 года, полковник ГРУ в отставке.
- Александр Храмчихин — заместитель директора Института политического и военного анализа.
- Владимир Зуев, военный журналист.
- Сергей Печуров — доктор политических наук, генерал-майор.
- Владимир Антонов — ведущий эксперт Кабинета истории внешней разведки.
- Михаил Растопшин — кандидат технических наук.
- Вячеслав Володин — кандидат технических наук.
- Александр Широкорад — автор книг по истории.
- Сергей Кремлёв — публицист, автор статей о ядерном оружии.